# Отделение совхоза «Черемшанский»
Отделе́ние совхо́за «Черемша́нский» — посёлок в Хвалынском районе Саратовской области России, входит в состав муниципального образования город Хвалынск.

## География
Посёлок находится на расстоянии менее 4 км (по прямой) к юго-западу от южной окраины города Хвалынск, административного центра района.

### Часовой пояс
Посёлок Отделение совхоза «Черемшанский», как и вся Саратовская область, находится в часовой зоне МСК+1. Смещение применяемого времени относительно UTC составляет +4:00.

## Население
| 2010 |
| ---- |
| 19   |

### Национальный состав
Согласно результатам переписи 2002 года, в национальной структуре населения русские составляли 99 % из 68 чел.